# Carlos Garcés Acosta
Carlos John Garcés Acosta (Manta, Manabí, Ecuador; 1 de marzo de 1990) es un futbolista ecuatoriano. Juega como delantero y su equipo actual es Cienciano de la Primera División del Perú.

## Trayectoria

### Manta F. C.
Se inició en las inferiores del Manta Fútbol Club. En el año 2012, con la llegada de Armando Osma, Garcés tuvo la oportunidad de ser titular, llegando a sumar 14 goles con el Manta.

### Cesión en Liga de Portoviejo
En el 2010 fue prestado a la Liga de Portoviejo donde tuvo problemas con el director técnico y fue devuelto al equipo mantense.

### Liga Deportiva Universitaria
Para la temporada 2013 Garcés es transferido a Liga Deportiva Universitaria, equipo con el cual no logra estabilidad jugando un total de 23 partidos, alternando como suplente. 

### Deportivo Quito
En el 2014 legó a Sociedad Deportivo Quito por pedido del técnico Juan Carlos Garay. Debutó en el estadio Olímpico Atahualpa en un partido frente Club Sport Emelec el cual terminó empatado a 0 goles. El gran nivel mostrado por Garcés, le sirvió para ser convocado para un microciclo de la selección nacional al mando del técnico Reinaldo Rueda.

### Deportivo Cuenca
En 2015 fue contratado por Deportivo Cuenca, club del que sería goleador y el jugador más importante hasta el momento de su transferencia, ya que los 8 goles marcados en ese año le sirvieron de vitrina para emigrar al fútbol mexicano.

### Atlante
A mediados de 2015 ficha por el Atlante de México, equipo en el cual se posicionó como uno de los goleadores. Anotó un triplete el 25 de octubre de 2015, en el triunfo de su equipo 3-2 ante Cimarrones.
Con 11 goles se consagra campeón de goleo en el Apertura 2015 de la Liga de Ascenso de México. Anotó un gol importante en cuartos de final y colaboró para que Atlante elimine a Alebrijes de Oaxaca y así avanzar a semifinales.

### Delfín S. C.
En 2017 es fichado por el Delfín en el cual tuvo una gran temporada siendo figura del club manabita. En ese año tuvo una de las mejores temporadas de su vida y del equipo ganando la primera etapa con Delfín ganando 13 partidos y perdiendo apenas 1 asegurándose un cupo a torneo internacional en la fase de grupos de la Libertadores por primera vez y asegurándose un cupo a la final en la que tocaría jugar contra Emelec en la que en el global perdió 6-2, en este año Garcés sería el goleador del equipo.
En el 2018 juegan la fase de grupos de la Libertadores en la que le ganaron a un equipo histórico de dicha copa como es Colo-Colo por un marcador de 2-0, tuvo una campaña buena con Delfín en 2018 siendo una temporada regular y quedando en 4 lugar en tabla acumulada accediendo así a la primera fase de la Copa Libertadores, en este año también fue goleador del equipo.
En 2019 sería un año histórico para Garcés y para Delfín, ya que alcanzarían dos finales de la LigaPro y la Copa Ecuador, siendo que en la semifinal de la Copa Ecuador Delfín remontaría un partido histórico pasando de un global de 4-1 en la ida a 4-4 en la vuelta con 2 goles de Garcés en el partido de vuelta, clasificando así a la final en la que perdieron contra Liga Deportiva Universitaria, pero no paso lo mismo en la final de la LigaPro en el que Delfín se consagraría campeones tras vencer 2-1 en penales a Liga Deportiva Universitaria en los que Garcés falló un penal, en este año fue por tercer año consecutivo goleador del equipo.

### Barcelona S. C.
El 14 de enero de 2021 es anunciado como nuevo refuerzo del Barcelona, fue clave en la clasificación a octavos de final de la Copa Libertadores anotando goles contra Santos, Boca Juniors y The Strongest.

### 9 de Octubre
El 15 de junio de 2022 fue anunciada su llegada al 9 de Octubre F. C. de la Serie A, donde perdería el privilegio de permanecer en la serie A al finalizar el torneo 2022.

### Cienciano
En 2023 vuelve a ser cedido a préstamo, esta vez al Cienciano de Perú.

## Selección nacional
El 25 de septiembre de 2017 fue convocado por Jorge Célico para jugar los partidos ante Chile y Argentina correspondiente a la última jornada de las eliminatorias al Mundial Rusia 2018.

### Participaciones en eliminatorias
| Eliminatorias      | Sede            | Resultado      | Partidos | Goles |
| ------------------ | --------------- | -------------- | -------- | ----- |
| Eliminatorias 2018 | América del Sur | No clasificado | 1        | 0     |
| Eliminatorias 2022 | América del Sur | Clasificado    | 0        | 0     |

### Participaciones en Copa América
| Copa              | Sede   | Resultado    | Partidos | Goles |
| ----------------- | ------ | ------------ | -------- | ----- |
| Copa América 2019 | Brasil | Primera fase | 1        | 0     |

### Partidos internacionales
Actualizado al último partido disputado el 21 de junio de 2019.
| \| N.° \| Fecha \| Ciudad \| Rival \| Resultado \| Resultado \| Competencia \| \| --- \| -------------------- \| ------------- \| --------- \| --------- \| --------- \| ----------------------------------- \| \| 1. \| 5 de octubre de 2017 \| Santiago \| Chile \| 1-2 \| Derrota \| Eliminatorias al Mundial Rusia 2018 \| \| 2. \| 1 de junio de 2019 \| Miami Gardens \| Venezuela \| 1-1 \| Empate \| Amistoso \| \| 3. \| 21 de junio de 2019 \| Salvador \| Chile \| 1-2 \| Derrota \| Copa América 2019 \| |                      |               |           |           |           |                                     |
| N.° | Fecha                | Ciudad        | Rival     | Resultado | Resultado | Competencia                         |
| 1. | 5 de octubre de 2017 | Santiago      | Chile     | 1-2       | Derrota   | Eliminatorias al Mundial Rusia 2018 |
| 2. | 1 de junio de 2019   | Miami Gardens | Venezuela | 1-1       | Empate    | Amistoso                            |
| 3. | 21 de junio de 2019  | Salvador      | Chile     | 1-2       | Derrota   | Copa América 2019                   |

## Estadísticas

### Clubes
Actualizado al último partido disputado el 13 de agosto de 2025.
| Club                                   | Div.          | Temporada     | Liga  | Liga  | Copas nacionales | Copas nacionales | Copas internacionales | Copas internacionales | Total | Total |
| Club                                   | Div.          | Temporada     | Part. | Goles | Part.            | Goles            | Part.                 | Goles                 | Part. | Goles |
| -------------------------------------- | ------------- | ------------- | ----- | ----- | ---------------- | ---------------- | --------------------- | --------------------- | ----- | ----- |
| Manta F. C. · Ecuador                  | 2.ª           | 2007          | 0     | 0     | —                | —                | —                     | —                     | 0     | 0     |
| Manta F. C. · Ecuador                  | 2.ª           | 2008          | 1     | 0     | —                | —                | —                     | —                     | 1     | 0     |
| Manta F. C. · Ecuador                  | 1.ª           | 2009          | 16    | 1     | —                | —                | —                     | —                     | 16    | 1     |
| Liga de Portoviejo · Ecuador           | 2.ª           | 2010          | 26    | 5     | —                | —                | —                     | —                     | 26    | 5     |
| Manta F. C. · Ecuador                  | 1.ª           | 2011          | 25    | 4     | —                | —                | —                     | —                     | 25    | 4     |
| Manta F. C. · Ecuador                  | 1.ª           | 2012          | 42    | 10    | —                | —                | —                     | —                     | 42    | 10    |
| Manta F. C. · Ecuador                  | Total club    | Total club    | 84    | 15    | 0                | 0                | 0                     | 0                     | 84    | 15    |
| Liga Deportiva Universitaria · Ecuador | 1.ª           | 2013          | 23    | 3     | —                | —                | 2                     | 0                     | 25    | 3     |
| Liga Deportiva Universitaria · Ecuador | Total club    | Total club    | 23    | 3     | 0                | 0                | 2                     | 0                     | 25    | 3     |
| Deportivo Quito · Ecuador              | 1.ª           | 2014          | 12    | 3     | —                | —                | —                     | —                     | 12    | 3     |
| Deportivo Quito · Ecuador              | Total club    | Total club    | 12    | 3     | 0                | 0                | 0                     | 0                     | 12    | 3     |
| Liga de Portoviejo · Ecuador           | 2.ª           | 2014          | 18    | 8     | —                | —                | —                     | —                     | 18    | 8     |
| Liga de Portoviejo · Ecuador           | Total club    | Total club    | 44    | 13    | 0                | 0                | 0                     | 0                     | 44    | 13    |
| Deportivo Cuenca · Ecuador             | 1.ª           | 2015          | 18    | 8     | 0                | 0                | 0                     | 0                     | 18    | 8     |
| Deportivo Cuenca · Ecuador             | Total club    | Total club    | 18    | 8     | 0                | 0                | 0                     | 0                     | 18    | 8     |
| Atlante · México                       | 2.ª           | 2015-16       | 30    | 18    | 4                | 3                | 0                     | 0                     | 34    | 21    |
| Atlante · México                       | 2.ª           | 2016-17       | 23    | 6     | 3                | 0                | 0                     | 0                     | 26    | 6     |
| Atlante · México                       | Total club    | Total club    | 53    | 24    | 7                | 3                | 0                     | 0                     | 60    | 27    |
| Delfín S. C. · Ecuador                 | 1.ª           | 2017          | 35    | 19    | —                | —                | —                     | —                     | 35    | 19    |
| Delfín S. C. · Ecuador                 | 1.ª           | 2018          | 41    | 20    | —                | —                | 5                     | 0                     | 46    | 20    |
| Delfín S. C. · Ecuador                 | 1.ª           | 2019          | 34    | 15    | 9                | 5                | 4                     | 3                     | 47    | 23    |
| Delfín S. C. · Ecuador                 | 1.ª           | 2020          | 24    | 9     | 1                | 1                | 7                     | 1                     | 32    | 11    |
| Delfín S. C. · Ecuador                 | Total club    | Total club    | 134   | 63    | 10               | 6                | 16                    | 4                     | 160   | 73    |
| Barcelona S. C. · Ecuador              | 1.ª           | 2021          | 28    | 5     | 2                | 1                | 12                    | 3                     | 42    | 9     |
| Barcelona S. C. · Ecuador              | 1.ª           | 2022          | 14    | 1     | 0                | 0                | 12                    | 2                     | 26    | 3     |
| Barcelona S. C. · Ecuador              | Total club    | Total club    | 42    | 6     | 2                | 1                | 24                    | 5                     | 68    | 12    |
| 9 de Octubre · Ecuador                 | 1.ª           | 2022          | 12    | 2     | 4                | 0                | 0                     | 0                     | 16    | 2     |
| 9 de Octubre · Ecuador                 | Total club    | Total club    | 12    | 2     | 4                | 0                | 0                     | 0                     | 16    | 2     |
| Cienciano · Perú                       | 1.ª           | 2023          | 31    | 16    | 0                | 0                | 1                     | 0                     | 32    | 16    |
| Cienciano · Perú                       | 1.ª           | 2024          | 34    | 19    | 0                | 0                | 0                     | 0                     | 34    | 19    |
| Cienciano · Perú                       | 1.ª           | 2025          | 18    | 7     | 0                | 0                | 6                     | 3                     | 24    | 10    |
| Cienciano · Perú                       | Total club    | Total club    | 83    | 42    | 0                | 0                | 7                     | 3                     | 90    | 45    |
| Total carrera                          | Total carrera | Total carrera | 505   | 179   | 23               | 10               | 49                    | 12                    | 577   | 201   |
| 1. 2.                                  |               |               |       |       |                  |                  |                       |                       |       |       |

## Palmarés

### Campeonatos nacionales
| Título             | Club         | País    | Año  |
| ------------------ | ------------ | ------- | ---- |
| Serie B de Ecuador | Manta F. C.  | Ecuador | 2008 |
| Serie A de Ecuador | Delfín S. C. | Ecuador | 2019 |

### Distinciones individuales
| Distinción                                 | Año  |
| ------------------------------------------ | ---- |
| Campeón de goleo del Ascenso MX (11 goles) | 2015 |
| Ⅺ ideal de la LigaPro Banco Pichincha      | 2019 |